# 橋本ちなみ
橋本 ちなみ（はしもと ちなみ、1992年7月17日 - ）は、日本の女性声優。ヴィムス所属。長野県出身。

## 経歴
小学生時代に友人が雑誌の懸賞で当てた『デ・ジ・キャラット』のメインキャスト3人によるファイナルコンサートについて行き、感銘を受け声優を志した。日本ナレーション演技研究所基礎科在籍時に株式会社ヴィムスに所属。2014年1月にテレビアニメ『最近、妹のようすがちょっとおかしいんだが。』の主人公・神前美月役でデビューを果たした。2016年3月、日本ナレーション演技研究所を卒業。
2025年5月1日、自身のXアカウントにて結婚したことを報告。

## 人物
事務所の同期には、野上翔、八代拓、篠田みなみ、泊明日菜がいる。また、フリーアナウンサーの斉藤百香と仲が良い。
趣味は音楽鑑賞であるが、外出時は周囲にアンテナを張ることも重要と考えているためイヤホンの使用は極力控えているという。その他の趣味・特技としてラジオ鑑賞・水泳を挙げている。資格として秘書検定2級、普通運転免許証を所持している。また日本商工会議所主催キータッチ2000テストのスコアは1044である。
ラジオ好きであり、ニッポン放送『高橋みなみと朝井リョウ ヨブンのこと』は初回から聴いている。

## 出演
太字はメインキャラクター。

### テレビアニメ
2014年
- 最近、妹のようすがちょっとおかしいんだが。（神前美月）
- サムライフラメンコ（ファン）
- ストライク・ザ・ブラッド
- ラブライブ!（生徒）
- 棺姫のチャイカ（町娘）
- 白銀の意思 アルジェヴォルン（シオノ・カオル）
- M3〜ソノ黒キ鋼〜（女児C）
- 精霊使いの剣舞（レイシア）
- 月刊少女野崎くん（女子）
- 魔弾の王と戦姫（待女）
- オオカミ少女と黒王子（山本香音）
- selector spread WIXOSS（女子生徒、少女）
- 四月は君の嘘（女の子）
- SHIROBAKO（遠藤の妻）

2015年
- みんな集まれ!ファルコム学園SC（ラウラ・S・アルゼイド〈代役〉）
- デス・パレード（友人B）
- 純潔のマリア（スザンヌ）
- アブソリュート・デュオ（生徒）
- 女の子って。（※おはスタ内のショートアニメ）（ココ）
- ハロー!!きんいろモザイク（女子生徒B）
- ダンジョンに出会いを求めるのは間違っているだろうか（2015年 - 2024年、ミィシャ・フロット） - 3シリーズ
- ミカグラ学園組曲（女子）
- 響け!ユーフォニアム（吹奏楽部員）
- 食戟のソーマ（2015年 - 2020年、女の子、料理人D） - 2シリーズ
- ハイスクールD×D BorN（ポーン）
- 監獄学園（千代〈栗原千代〉）
- がっこうぐらし!（女子生徒）
- To LOVEる -とらぶる- ダークネス 2nd（女生徒B、女子A）
- 下ネタという概念が存在しない退屈な世界（アナウンサー）
- 緋弾のアリアAA（愛沢夜夜、女子、女子生徒）
- ゆるゆり さん☆ハイ!（東志帆子）

2016年
- プリンス・オブ・ストライド オルタナティブ（女生徒）
- 魔法つかいプリキュア!（2016年 - 2025年、エミリー） - 2シリーズ
- 坂本ですが?（女子生徒）
- 不機嫌なモノノケ庵（2016年 - 2019年、シズク、日野原、芦屋花繪〈子供〉） - 2シリーズ
- Lostorage incited WIXOSS（2016年 - 2018年、穂村すず子） - 2シリーズ
- 競女!!!!!!!!（美川玲）

2017年
- AKIBA'S TRIP -THE ANIMATION-（空閑真白）
- DIVE!!（小学生時代の知季）

2018年
- りゅうおうのおしごと!（貞任綾乃 ）

2019年
- 魔法少女特殊戦あすか（羽田紗綾子）
- ドメスティックな彼女（班の女子C）
- アズールレーン（2019年 - 2020年、プリンス・オブ・ウェールズ）
- 超人高校生たちは異世界でも余裕で生き抜くようです!（ルー）

2020年
- 異種族レビュアーズ（プリッツ）
- 神之塔 -Tower of God-（ナレ）
- プリンセスコネクト!Re:Dive（2020年 - 2022年、エリコ） - 2シリーズ
- うまよん（ファインモーション）

2021年
- はたらく細胞BLACK（血小板）
- 弱キャラ友崎くん（山下由美子）
- ひげを剃る。そして女子高生を拾う。（店員）
- あはれ!名作くん（2021年 - 2022年、司会、店員）

2022年
- 恋は世界征服のあとで（禍原ウラ美）
- 理系が恋に落ちたので証明してみた。r=1-sinθ（星上きらり）
- Extreme Hearts（ノノ）

2023年
- 「艦これ」いつかあの海で（lowa）

2024年
- 終末トレインどこへいく?（牛丼看板娘）

### 劇場アニメ
- 映画 魔法つかいプリキュア! 奇跡の変身!キュアモフルン!（2016年、エミリー[40]）
- モンスターストライク THE MOVIE はじまりの場所へ（2016年、デッドラビッツ）
- 劇場版 ダンジョンに出会いを求めるのは間違っているだろうか -オリオンの矢-（2019年、ミィシャ・フロット）
- 劇場版 SHIROBAKO（2020年、遠藤麻佑美、中美恵子、ハル[41] 他）

### OVA
2014年
- 最近、妹のようすがちょっとおかしいんだが。（神前美月） - コミックス第7巻BD付き特装版
- ノゾ×キミ（部員B） - コミックス第5巻OVA付き限定版
- 無邪気の楽園（女子） - コミックス第6・8巻 特典DVD

2015年
- 響け!ユーフォニアム（チームもなか） - BD・DVD第7巻収録 番外編

2016年
- 監獄学園（千代〈栗原千代〉） - コミックス第20巻BD付き特装版

2017年
- ストライク・ザ・ブラッド II（ミスリナ・カンドーレ）
- Lostorage conflated WIXOSS -missing link-（穂村すず子）

2018年
- ウマ娘 プリティーダービー（ファインモーション） - トレーナーズBOX『ウマ箱』第4コーナー収録『BNWの誓い』

2021年
- ダンジョンに出会いを求めるのは間違っているだろうか（ミィシャ・フロット）

2024年
- ガールズ&パンツァー 最終章（ソフィア、裕子）

### Webアニメ
- ガンスリンガー ストラトス アニメーションムービー（2014年、子供C[42]）
- モンスターストライク（2015年、デッドラビッツLtb.）
- 幼女社長（2021年 - 2023年、元橋リヤ[43][44]） - 2シリーズ[一覧 7]
- あはれ!名作くん（2021年、司会）
- うまゆる（2023年、ファインモーション）

### ゲーム
2014年
- ウチの姫さまがいちばんカワイイ（翆玉姫 シャーリー・テンプル、級友姫 栗原千代）
- 新星のグランドユニオン（シャルル・ド・ラ・ルーク）

2015年
- ぎゃる☆がん だぶるぴーす（神園真夜、ほーだいくん人形）
- コエスタ（姫宮夏日）
- 星界神話 -ASTRAL TALE-（さくら）
- 征戦!エクスカリバー（時神ミラ）
- 戦国アスカZERO（支倉常長）
- 刻のイシュタリア（ジャックフロスト）
- 猫耳さばいばー!（ロレンツェ、茶々）
- プリンセス オブ スターズ（リサ・ヴィエルージュ）
- プリンセスコネクト!（倉石恵理子）
- モンスターストライク（デッドラビッツLtb.）
- モンスターハンター エクスプロア（キャロル）
- ゆるかみ!（諏訪なな）
- ロイヤルフラッシュヒーローズ（イリーナ・メイニー、ショコラ・ガブリエル）

2016年
- アイドルコネクト -AsteriskLive-（泉水つかさ）
- オルタナティブガールズ（広瀬こはる）
- 拡散性ミリオンアーサー（神園真夜）
- 艦隊これくしょん -艦これ- / 改 / アーケード（2016年 - 2021年、Iowa、山風） - 3作品
- 逆転オセロニア（ミューニ）
- クイズRPG 魔法使いと黒猫のウィズ（ゲルデハイラ・アルバ）
- グリムノーツ（白薔薇）
- 限界凸旗 セブンパイレーツ（ポロン）
- 幻獣契約クリプトラクト（2016年 - 2023年、ルクレツィア、セシル）
- コエスタ2（姫宮夏日）
- バレットガールズ2（近衛霞未）
- ブレイブリーアーカイブ（ナタリア）
- ミラクルニキ
- 桃色大戦ぱいろん・生（陽ノ原三葉、葛城要）
- LORD of VERMILION Re3（デビロッタ）

2017年
- AKIBA'S TRIP Festa!（空閑真白）
- アズールレーン（2017年 - 2023年、プリンス・オブ・ウェールズ） - 2作品
- エンドライド -X fragments-（フィリア）
- 学園戦姫プラネットウォーズ（ヘルミーナ）
- ダンジョンに出会いを求めるのは間違っているだろうか 〜メモリア・フレーゼ〜（ミィシャ・フロット）
- 神式一閃 カムライトライブ（アメリ）
- スクールガールゾンビハンター（姫路まやや）
- 戦艦少女R（アントニオ・ダ・ノリ）
- 超銀河船団∞-INFINITY-（カムロミヤコ）
- ファイアーエムブレム ヒーローズ（2017年 - 2024年、プリシラ、レベッカ）
- ブレイブソード×ブレイズソウル（ダンデライオン、厄災を照らす向日葵、流し切り、ソードブレイカー）
- 編隊少女 -フォーメーションガールズ-（アイヴィー・ペッパー）
- FLOWERS 冬編（外間瑞希）
- モン娘☆は〜れむ（タバサ）

2018年
- プリンセスコネクト！Re:Dive（2018年 - 2024年、エリコ / 倉石恵理子）
- ぎゃる☆がん2（神園真夜）
- グランブルーファンタジー（空の少年探偵団 レンカ）
- Death end re;Quest（ルシル・フィアレーテ）
- トリプルモンスターズ（オリガ）
- オンゲキ（藍原椿）
- Aetolia-冒険のラプソディー（レティシア、リンダ）
- 暁のエピカ -Union Brave-（あずさ、さくら）
- 戦の海賊（アリエッタ）
- クリスタル オブ リユニオン（ララ）

2019年
- FLOWERS 四季（外間瑞希）
- オメガラビリンス ライフ（久遠桃萌）
- 天空のクラフトリート（レイヴ）

2020年
- Death end re;Quest2（ルシル・フィアレーテ）
- 東方LostWord（秘神流し雛 鍵山雛、騒霊ヴァイオリニスト ルナサ・プリズムリバー、最凶最悪の双子の姉 依神紫苑、古びた琵琶の付喪神 九十九弁々、舌禍をもたらす女神 稀神サグメ）
- 戦国RENKA ズーム!（支倉常長）
- りゅうおうのおしごと！（貞任綾乃）
- Wonderland Wars（藍原椿）

2021年
- Re:ステージ!プリズムステップ（藍原椿）
- ウマ娘 プリティーダービー（2021年 - 2023年、ファインモーション）
- エクリプスサーガ（木花石長姫）

2022年
- デュエルプリンセス（フリーダ ）
- プリコネ！グランドマスターズ（エリコ）
- インフィニティソウルズ（電脳警察犬試作胡桃型「胡桃」）
- アイドルコネクト -AsteriskLive- 2022（泉水つかさ）
- エターナルツリー（ユウナ、マドンナ）

2023年
- 姫麻雀（サータナ、ルシリア）
- 神之塔：NEW WORLD（ナレ）
- グリム・ガーディアンズ デーモンパージ（神園真夜 ）
- ダンジョンに出会いを求めるのは間違っているだろうか バトル・クロニクル（ミィシャ・フロット）

2024年
- Death end re;Quest Code Z（スヴェトラーナ・天羽 / ルシル・フィアレーテ、キキー・アモ）
- カルドアンシェル（神園真夜）

2025年
- グリム・ガーディアンズ サーヴァント・オブ・ザ・ダーク（神園真夜）

### 吹き替え
- ロクサーヌ、ロクサーヌ（2018年、女生徒）

### ドラマCD
2014年
- 戀々第二幕 現鑑〜いまかがみ〜 六ノ巻（友人）
- 最近、妹のようすがちょっとおかしいんだが。美月の恥じらい添い寝BOX 付属 美月の添い寝CD（神前美月）
- 猫と私の金曜日（女子生徒）※『マーガレット』2014年9号付録
- 日々蝶々（小春友人（小梅））※『マーガレット』2014年24号・2015年1号付録
- 魔術師オーフェンはぐれ旅（マキ・サンクタム）
- ミス・モノクローム-Motto Challenge-

2015年
- 高嶺と花（生徒A）※2015年19号付録「耳で恋するドラマCD」
- 魔術師オーフェンはぐれ旅 女神未来（マキ・サンクタム）
- 無慈悲なカラダ（華衣）

2016年
- りゅうおうのおしごと!（2016年-2021年、貞任綾乃）
- ５人の王 前編・後編（2016年-2017年、ヒソク）

2017年
- 多々良小傘のすやすやディスク（多々良小傘）
- 多々良小傘のSSR -スーパー添い寝リアリズム-（多々良小傘）
- ぱかラジッ!〜ウマ娘広報部〜ドラマCD　メイクデビュー・トレセン学園 Vol.1（ファインモーション）※イベント限定グッズ
- FLOWERS 冬編 オリジナルサウンドドラマCD「Candytuft」（外間瑞希）
- DRAGON PRINCESS（アーピアス・キングリア・ドラクル）

2018年
- ウマ娘 プリティーダービー STARTING GATE 09（ファインモーション）
- ぎゃる☆がん2（神園真夜）※ゲーム限定版
- Lostorage incited WIXOSS『感染。ドクターはんなの毒キュンラジオ』PHASE1 穂村すず子のWIXOSSクッキング（穂村すず子）※Blu-ray&DVD第3巻特典

2021年
- 休日のわるものさん（空）
- はたらく細胞BLACK オリジナルドラマCD「血小板、家出、衝突。」（血小板）※Blu-ray&DVD第2巻特典

2022年
- FLOWERS オリジナルサウンドドラマCD「オクサリスの花言葉」（外間瑞希）
- Extreme Heartsオリジナルボイスドラマ「陽和＆咲希＆ノノのB4Uストリーム♪」（ノノ）

2023年
- セックスドロップ２（女友達）

2024年
- Extreme Hearts ソング＆ストーリーアルバム「Start Sign」（ノノ）

2025年
- きりゅーとさくらシリーズ（さくら（幼少期））
- スギくんと忠志くんシリーズ（OL）

### パチンコ・パチスロ
- CR『緋弾のアリアAA』（2019年、愛沢夜夜）
- Pフィーバー『ダンジョンに出会いを求めるのは間違っているだろうか』（2022年、ミィシャ・フロット）
- ぱちんこ『アズールレーン THE ANIMATION.』（2022年、プリンス・オブ・ウェールズ ）

### ラジオ
※はインターネット配信。
- 妹ちょ。らじお（2013年 - 2014年、ラジオ大阪・HiBiKi Radio Station※）[93]
- はるか・ちなみの「りめいく!」[注 2]（2014年 - 2016年、文化放送超!A&G+※）[94]
- 橋本ちなみのガチなみ学園!（2014年 - 2016年、ニコニコ生放送※）[95]
- りゅうおうのおしごと！〜ラジオ研究会〜（2015年 - 2016年、ニコニコ動画※・YouTube※）
- ちなみとりっかの 見えちゃうらじお♪〜音泉で一泊〜（2016年 - 2017年、音泉※）[96]
- Lostorage radio WIXOSS（2016年 - 2017年、音泉※）[97]
- Lostorage radio WIXOSS-Booster Pack-（2017年、音泉※）[98]
- radio WIXOSS -conflated edition-（2018年、音泉※）[99]
- ちなみとまいのラジヲ奇譚[100]（2019年、ニコニコ動画）
- ラジオ好き声優による、地上波・インターネットラジオなど、全てのラジオ好きに送るラジオの話をするラジオ。略してちなみにラジオ（2020年 - 2021年、ニコニコ動画※・YouTube※）[12]

### テレビ・インターネットテレビ
- あにむす!（2014年、テレビ東京）
- ChaosTCG 戦略発表会2014（ニコニコ生放送、2014年1月15日）[10]
- 神おけ（ひかりTV、♯6）[101]
- ＜音泉＞10周年企画「24時間ニコニコ生放送」モンスターハンター4 24時間チャレンジクエスト!（ニコニコ生放送、2014年7月5日 - 6日）[102]
- AT-Xウチの夏フェス2014 フレッシュ夏フェス隊
- アニメマシテ（2017年、テレビ東京）MC
- 『地球防衛軍』公式生放送（2017年 - 2022年、ニコニコ生放送※＆YouTubeLive※）
- グリム・ガーディアンズ：デーモンチャンネル（2023年 - 、ニコニコ生放送＆YouTubeLive）

### DVD
- 声優育成バラエティ下野ゼミナール上巻[103]
- 声優育成バラエティ下野ゼミナール下巻

### ラジオCD
- 妹ちょ。らじお vol.1 - 2[93]（2014年）
- ありがた系迷惑プレゼンショー はるかちなみのりめいく! vol.1-5（2015年 - 2016年）
- ラジオCD「Lostorage radio WIXOSS」Vol.1-2（2017年）

### その他コンテンツ
- LINEスタンプ『監獄学園』（2015年、千代）
- LINEスタンプ『プリンセスコネクト！Re:Dive第3弾』（2022年、エリコ）
- LINEスタンプ『ウマ娘 プリティーダービー 第２レース』（2023年、ファインモーション）
- JIBA日本痛板協会 アニメPV「第6回 痛板ゲレンデジャック　告知動画」（2015年、シーナ[104]）
- DAM CHANNEL あにそんボーカル（アニメ『Lostorage incited WIXOSS』より、Lostorage 歌唱）
- ボイスドラマ『Extreme Hearts S×S×S』（2022年、ノノ）

## ディスコグラフィ

### キャラクターソング
| 発売日   | 商品名 | 歌 | 楽曲                                                                                         | 備考                                                                         |
| 2014年   | 2014年 | 2014年 | 2014年                                                                                       | 2014年                                                                       |
| -------- | --- | --- | -------------------------------------------------------------------------------------------- | ---------------------------------------------------------------------------- |
| 2月12日  | BINKAN♡あてんしょん | 神前美月（橋本ちなみ）、寿日和（小倉唯）、桐谷雪那（金元寿子） | 「BINKAN♡あてんしょん」                                                                      | テレビアニメ『最近、妹のようすがちょっとおかしいんだが。』オープニングテーマ |
| 2月12日  | BINKAN♡あてんしょん | 神前美月（橋本ちなみ） | 「ワタシはワタシ？」                                                                         | ラジオ『妹ちょ。らじお』テーマソング                                         |
| 3月26日  | 最近、妹のようすがちょっとおかしいんだが。 BD第1巻特典CD                                                                 | 神前美月（橋本ちなみ） | 「最近、私のココロがちょっとおかしいの」                                                     | テレビアニメ『最近、妹のようすがちょっとおかしいんだが。』関連曲             |
| 8月27日  | 最近、妹のようすがちょっとおかしいんだが。 BD第6巻特典CD                                                                 | 神前美月（橋本ちなみ）、寿日和（小倉唯） | 「ふたりなら大丈夫！」                                                                       | テレビアニメ『最近、妹のようすがちょっとおかしいんだが。』関連曲             |
| 2015年   | | |                                                                                              |                                                                              |
| 8月6日   | ぎゃる☆がん だぶるぴーす ドキドキサウンド全部入り！                                                                      | 神園しのぶ（上間江望）、神園真夜（橋本ちなみ） | 「Twinkle, twinkle, W star」                                                                 | ゲーム『ぎゃる☆がん だぶるぴーす』エンディングテーマ                         |
| 2016年   | | |                                                                                              |                                                                              |
| 3月15日  | コエスタ ベストアルバム                                                                                                  | 天音すばる（佐倉薫）、姫宮夏日（橋本ちなみ）、織川琴美（小澤亜李） | 「夢、希望、少しの勇気」                                                                     | ゲーム『コエスタ』関連曲                                                     |
| 3月15日  | コエスタ ベストアルバム                                                                                                  | 姫宮夏日（橋本ちなみ） | 「ミラクル」                                                                                 | ゲーム『コエスタ』関連曲                                                     |
| 7月13日  | 魔法つかいプリキュア！ ボーカルアルバム リンクル☆メロディーズ                                                            | ジュン（金田アキ）、ケイ（吉岡麻耶）、エミリー（橋本ちなみ） | 「ハッピー！ラッキー！ラブリーDAY!」                                                         | テレビアニメ『魔法つかいプリキュア！』関連曲                                 |
| 8月12日  | ルナリア | 朝比奈乃々（伊藤美来）、柊つむぎ（上坂すみれ）、水島愛梨（遠藤ゆりか）、広瀬こはる（橋本ちなみ）、織宮結衣（佳村はるか） | 「ルナリア」                                                                                 | ゲーム『オルタナティブガールズ』主題歌                                       |
| 8月12日  | IDOL CONNECT -UNIT DISC- 初めまして、大好きです!                                                                         | ナチュライク！ | 「ナチュラル＊シャイニー」 「いつだって」                                                    | ゲーム『アイドルコネクト -AsteriskLive-』関連曲                              |
| 8月12日  | IDOL CONNECT -Solo Disc- Feelings of girl                                                                                | 泉水つかさ（橋本ちなみ） | 「Strawberry girl」                                                                          | ゲーム『アイドルコネクト -AsteriskLive-』関連曲                              |
| 2017年   | | |                                                                                              |                                                                              |
| 2月18日  | IDOL CONNECT -Memorial Disc- キミが一度笑うなら、千回わたしは歌うんだ。                                                  | 泉水つかさ（橋本ちなみ） | 「Voice of Heart」                                                                           | ゲーム『アイドルコネクト -AsteriskLive-』関連曲                              |
| 3月22日  | 覚醒〜Alternative Heart〜                                                                                                | 広瀬こはる（橋本ちなみ）、西園寺玲（木戸衣吹）、水島愛梨（遠藤ゆりか）、天堂真知（安済知佳）、悠木美弥花（竹達彩奈）、橘直美（大空直美） | 「覚醒～Alternative Heart～」                                                                | ゲーム『オルタナティブガールズ』主題歌                                       |
| 8月18日  | IDOL CONNECT asterisk live! Star*Trine                                                                                   | 春宮空子（森千早都）、瀬月唯（相坂優歌）、羽田千乃（本渡楓）、火ノ前留奈（大久保瑠美）、高花ひかり（芝崎典子）、古風楓（大森日雅）、柚木ミユ（木村千咲）、泉水つかさ（橋本ちなみ）、坂上八葉（日高里菜） | 「Star*Trine」                                                                               | ゲーム『アイドルコネクト -AsteriskLive-』関連曲                              |
| 2018年   | | |                                                                                              |                                                                              |
| 3月14日  | ウマ娘 プリティーダービー STARTING GATE 09                                                                               | メジロライアン（土師亜文）、スマートファルコン（大和田仁美）、ファインモーション（橋本ちなみ） | 「うまぴょい伝説」 「青春が待ってる」                                                        | ゲーム『ウマ娘 プリティーダービー』関連曲                                    |
| 3月14日  | ウマ娘 プリティーダービー STARTING GATE 09                                                                               | ファインモーション（橋本ちなみ） | 「恋する世界」                                                                               | ゲーム『ウマ娘 プリティーダービー』関連曲                                    |
| 5月30日  | りゅうおうのおしごと！ BD第3巻特典CD                                                                                     | JS研、夜叉神天衣（佐倉綾音） | 「JS Hoooooked ON!」                                                                         | テレビアニメ『りゅうおうのおしごと！』関連曲                                 |
| 12月19日 | ONGEKI Vocal Collection 02                                                                                               | ⊿TRiEDGE | 「本能的 Survivor」                                                                          | ゲーム『オンゲキ』関連曲                                                     |
| 12月19日 | ONGEKI Vocal Collection 02                                                                                               | 藍原椿（橋本ちなみ） | 「タテマエと本心の大乱闘」 「本能的 Survivor」                                               | ゲーム『オンゲキ』関連曲                                                     |
| 2019年   | | |                                                                                              |                                                                              |
| 6月5日   | 膨らみかけたChoix Pastry/Evening Primrose                                                                                | 広瀬こはる（橋本ちなみ） | 「膨らみかけたChoix Pastry」                                                                 | ゲーム『オルタナティブガールズ』関連曲                                       |
| 2020年   | | |                                                                                              |                                                                              |
| 2月12日  | TVアニメーション『アズールレーン』バディキャラクターソングシングル Vol.1 プリンツ・オイゲン & プリンス・オブ・ウェールズ | プリンツ・オイゲン（佐倉綾音）、プリンス・オブ・ウェールズ（橋本ちなみ） | 「Dance In The Naval Engagement 〜運命の舞踏海〜」 「悠久のカタルシス」                      | テレビアニメ『アズールレーン』関連曲                                         |
| 6月24日  | ONGEKI Vocal Party 01 | ⊿TRiEDGE | 「Let's Starry Party!」                                                                      | ゲーム『オンゲキ』関連曲                                                     |
| 6月24日  | ONGEKI Vocal Party 01 | 藍原椿（橋本ちなみ） | 「Let's Starry Party!」                                                                      | ゲーム『オンゲキ』関連曲                                                     |
| 10月28日 | ONGEKI Vocal Party 02 | ⊿TRiEDGE | 「撩乱乙女†無双劇」                                                                          | ゲーム『オンゲキ』関連曲                                                     |
| 10月28日 | ONGEKI Vocal Party 02 | 藍原椿（橋本ちなみ） | 「撩乱乙女†無双劇」                                                                          | ゲーム『オンゲキ』関連曲                                                     |
| 12月23日 | ONGEKI Sound Collection 04 No Limit RED Force                                                                            | 星咲あかり（赤尾ひかる）、藍原椿（橋本ちなみ）、早乙女彩華（中島唯）、柏木咲姫（石見舞菜香）、柏木美亜（和氣あず未） | 「No Limit RED Force」                                                                       | ゲーム『オンゲキ』関連曲                                                     |
| 12月23日 | ONGEKI Sound Collection 04 No Limit RED Force                                                                            | 藍原椿（橋本ちなみ） | 「No Limit RED Force」                                                                       | ゲーム『オンゲキ』関連曲                                                     |
| 2021年   | | |                                                                                              |                                                                              |
| 3月4日   | ONGEKI Memorial Soundtrack Momiji                                                                                        | 逢坂茜（大空直美）、藍原椿（橋本ちなみ） | 「いつか花咲くその前に」                                                                     | ゲーム『オンゲキ』関連曲                                                     |
| 9月29日  | プリンセスコネクト！Re:Dive PRICONNE CHARACTER SONG 23                                                                   | エリコ（橋本ちなみ） | 「Only Only You」                                                                            | ゲーム『プリンセスコネクト！Re:Dive』挿入歌                                  |
| 2022年   | | |                                                                                              |                                                                              |
| 2月25日  | ONGEKI Vocal Party 06 | 藍原椿（橋本ちなみ）、早乙女彩華（中島唯） | 「シンデレラディスコ」                                                                       | ゲーム『オンゲキ』関連曲                                                     |
| 2月25日  | ONGEKI Vocal Party 06 | 藍原椿（橋本ちなみ） | 「シンデレラディスコ」                                                                       | ゲーム『オンゲキ』関連曲                                                     |
| 6月22日  | ONGEKI Vocal Party 08 | 藍原椿（橋本ちなみ） | 「花時は夢を見る。」                                                                         | ゲーム『オンゲキ』関連曲                                                     |
| 8月24日  | ONGEKI Sound Collection 07『Memories of O.N.G.E.K.I.』                                                                   | オンゲキシューターズ | 「HEADLINER」                                                                                | ゲーム『オンゲキ』関連曲                                                     |
| 10月4日  | 『ウマ娘 プリティーダービー』 Solo Vocal Tracks Vol.5 －4th EVENT SPECIAL DREAMERS!! EXTRA STAGE－                       | ファインモーション（橋本ちなみ） | 「We are DREAMERS!! (Game Size)」 「BLOW my GALE (Game Size)」                               | ゲーム『ウマ娘 プリティーダービー』関連曲                                    |
| 11月30日 | ONGEKI Vocal Memory | ⊿TRiEDGE | 「ヒストリー×ブレイカー」                                                                    | ゲーム『オンゲキ』関連曲                                                     |
| 11月30日 | ONGEKI Vocal Memory | 藍原椿（橋本ちなみ） | 「ヒストリー×ブレイカー」                                                                    | ゲーム『オンゲキ』関連曲                                                     |
| 2023年   | | |                                                                                              |                                                                              |
| 3月23日  | Grim Guardians: Demon Purge パッケージ版特典CD                                                                           | 神園しのぶ（上間江望）、神園真夜（橋本ちなみ） | 「不可×不可×不可」                                                                           | ゲーム『Grim Guardians: Demon Purge』主題歌                                  |
| 3月29日  | アニメ『うまゆる』アルバム                                                                                               | スペシャルウィーク（和氣あず未）、オグリキャップ（高柳知葉）、ファインモーション（橋本ちなみ）、エアシャカール（津田美波）、マチカネタンホイザ（遠野ひかる） | 「永遠の色彩」                                                                               | Webアニメ『うまゆる』エンディングテーマ                                      |
| 3月29日  | アニメ『うまゆる』アルバム                                                                                               | スペシャルウィーク（和氣あず未）、サイレンススズカ（高野麻里佳）、トウカイテイオー（Machico）、マルゼンスキー（Lynn）、オグリキャップ（高柳知葉）、ゴールドシップ（上田瞳）、ウオッカ（大橋彩香）、ダイワスカーレット（木村千咲）、グラスワンダー（前田玲奈）、メジロマックイーン（大西沙織）、エルコンドルパサー（髙橋ミナミ）、テイエムオペラオー（徳井青空）、シンボリルドルフ（田所あずさ）、エアグルーヴ（青木瑠璃子）、アグネスデジタル（鈴木みのり）、セイウンスカイ（鬼頭明里）、ファインモーション（橋本ちなみ）、マヤノトップガン（星谷美緒）、ユキノビジン（山本希望）、アグネスタキオン（上坂すみれ）、イナリワン（井上遥乃）、ウイニングチケット（渡部優衣）、エアシャカール（津田美波）、トーセンジョーダン（鈴木絵理）、ナカヤマフェスタ（下地紫野）、ナリタタイシン（渡部恵子）、ハルウララ（首藤志奈）、マチカネフクキタル（新田ひより）、メイショウドトウ（和多田美咲）、キングヘイロー（佐伯伊織）、マチカネタンホイザ（遠野ひかる）、ダイタクヘリオス（山根綺）、ツインターボ（花井美春）、シリウスシンボリ（ファイルーズあい）、ツルマルツヨシ（青山吉能）、シンボリクリスエス（春川芽生）、タニノギムレット（松岡美里）、ハッピーミーク（吉咲みゆ） | 「うまぴょい伝説（Game Size）」                                                              | Webアニメ『うまゆる』エンディングテーマ                                      |
| 8月30日  | ONGEKI 5th Anniversary CD 「夏宵スターマイン」                                                                           | オンゲキシューターズ | 「夏宵スターマイン」                                                                         | ゲーム『オンゲキ』関連曲                                                     |
| 9月16日  | ウマ娘 プリティーダービー Solo Vocal Tracks Vol.7 5th EVENT ARENA TOUR GO BEYOND -GAZE-                                  | ファインモーション（橋本ちなみ） | 「Gaze on Me!（Game Size）」 「Ms. VICTORIA（Game Size）」 「DRAMATIC JOURNEY（Game Size）」 | ゲーム『ウマ娘 プリティーダービー』関連曲                                    |
| 11月30日 | ONGEKI Memorial Soundtrack Nexture 02「Lunaria」                                                                         | 藍原椿（橋本ちなみ） | 「耐冬花麗」                                                                                 | ゲーム『オンゲキ』関連曲                                                     |
| 2024年   | | |                                                                                              |                                                                              |
| 2月14日  | Extreme Hearts ソング＆ストーリーアルバム「Start Sign」                                                                  | ノノ（橋本ちなみ）、葉山陽和（野口瑠璃子） | 「あなたの望み」                                                                             | テレビアニメ『Extreme Hearts』関連曲                                         |
| 7月31日  | プリンセスコネクト！Re:Dive PRICONNE CHARACTER SONG 40                                                                   | エリコ（橋本ちなみ）、マコト（小松未可子） | 「Into The Trust」                                                                           | ゲーム『プリンセスコネクト！Re:Dive』挿入歌                                  |
| 7月31日  | プリンセスコネクト！Re:Dive PRICONNE CHARACTER SONG 40                                                                   | エリコ（橋本ちなみ） | 「Into The Trust」                                                                           | ゲーム『プリンセスコネクト！Re:Dive』関連曲                                  |

### その他参加楽曲
| 発売日        | 商品名                                                                 | 歌                                                                                                 | 楽曲                                                                       | 備考                                    |
| ------------- | ---------------------------------------------------------------------- | -------------------------------------------------------------------------------------------------- | -------------------------------------------------------------------------- | --------------------------------------- |
| 2015年12月4日 | はるか・ちなみの「りめいく！」 MUSIC FLAVORS 〜SEASIDE LIVE FES 2015〜 | 佳村はるか、橋本ちなみ                                                                             | 「トキメキShooting 」 「Girl Meets Girl 」 「ヒカリ」 「恋の魔法の謎解き」 | イベント『SEASIDE LIVE FES 2015』参加曲 |
| 2015年12月4日 | はるか・ちなみの「りめいく！」 MUSIC FLAVORS 〜SEASIDE LIVE FES 2015〜 | 洲崎綾、西明日香、内田彩、浅倉杏美、巽悠衣子、大橋彩香、佳村はるか、橋本ちなみ、田丸篤志、内田雄馬 | 「Thank You For Being You」                                                | イベント『SEASIDE LIVE FES 2015』参加曲 |